# Bond Gideon
Bond Gideon är en amerikansk skådespelare, född i Corpus Christi, Texas den 10 oktober 19??.